# Interestatal 215 (California)
La Interestatal 215 (I-215) en California es una carretera interestatal de 54,5 milla (87,7 km) de norte-sur de la región "Inland Empire" del Sur de California. Parte de la I-215 fue originalmente construida y señalizada como la Interestatal 15E, pero luego fue cambiada. California también estuvo eliminando ese tipo de interestatales con letras como la Interestatal 5W y la Interestatal 5E. Cuando la Interestatal 15E se convirtió en la I-215, la Interestatal 15W se convirtió también en la Interestatal 15.

Esta ruta es parte del Sistema de Autovías y Vías Expresas de California y es eligible para el Sistema de Carreteras Escénicas.